# Saint-Symphorien-de-Mahun
Pour les articles homonymes, voir Saint-Symphorien.
Saint-Symphorien-de-Mahun (en occitan Sant Safloriá [sɑ̃ sɔfluˈrjɔ]) est une commune française, située dans le département de l'Ardèche en région Auvergne-Rhône-Alpes.

## Géographie

### Situation et description

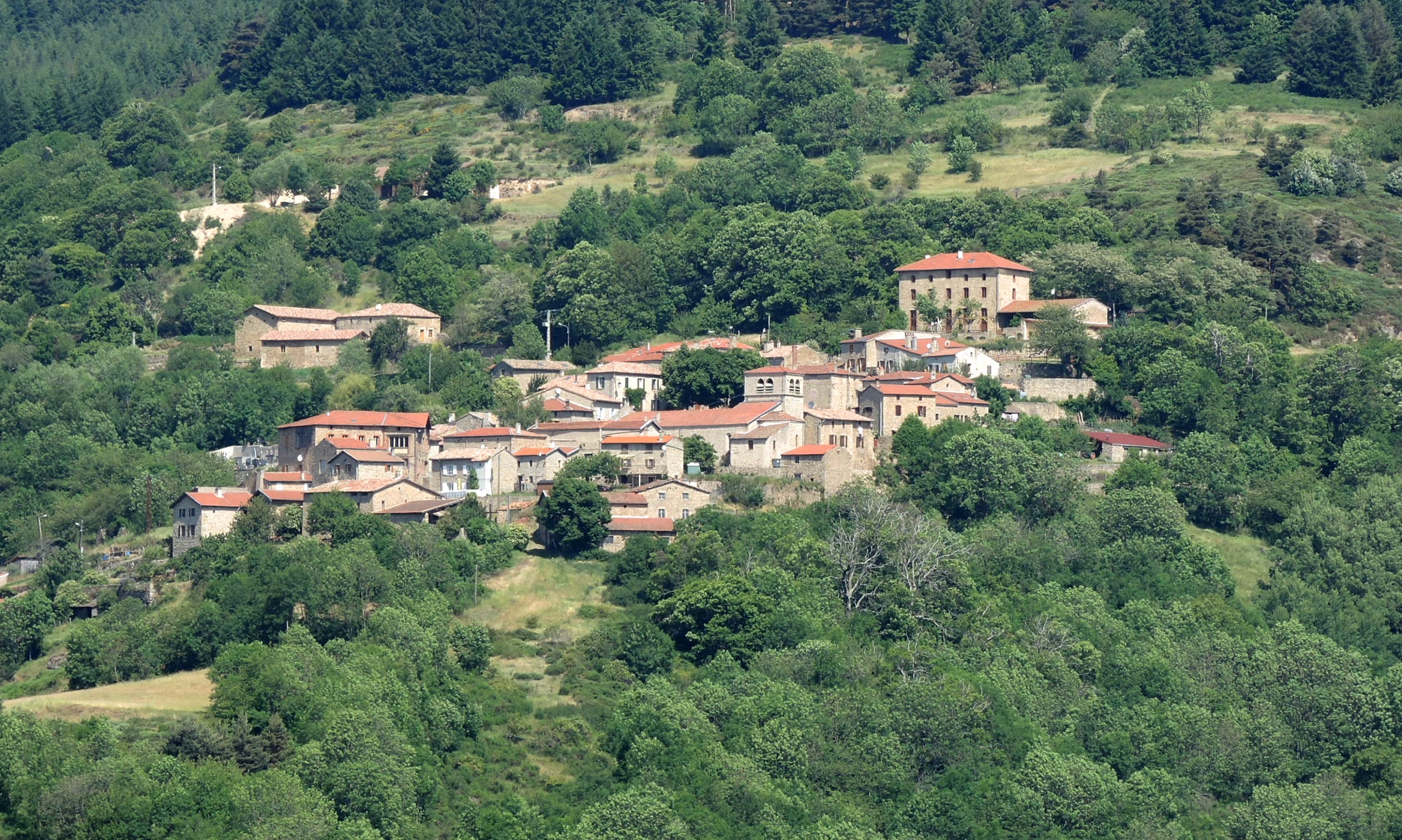
Un village à mi-pente en exposition sud.

La commune de Saint-Symphorien-de-Mahun, qui s'étend sur 19 km2, est essentiellement forestière et montagnarde, avec une altitude de 539 m sur le cours du Nant et de plus de 1 100 m au mont Chaix, à Combe Noire ou au Chirat blanc. Les replis du relief abritent des fermes de moins en moins actives et la forêt a donc tendance à gagner sur les prairies.
La population communale a compté autour de 900 habitants tout au long du XIXe siècle, au maximum de l'activité agricole. Le XXe siècle l'a vue décliner jusqu'à 131 habitants en 1999, puis 120 en 2017. Il reste quand même sur la commune une activité agricole.
Le village, par contre, maintient sa population, avec une cinquantaine d'habitants, en résidences principales ou secondaires. Il occupe une situation pittoresque à 700 m d'altitude, sur un flanc de la vallée du Nant, à 7 km au nord-ouest de Satillieu.

### Communes limitrophes
Saint-Symphorien-de-Mahun est limitrophe de cinq communes, toutes situées dans le département de l'Ardèche et réparties géographiquement de la manière suivante :

### Géologie et relief

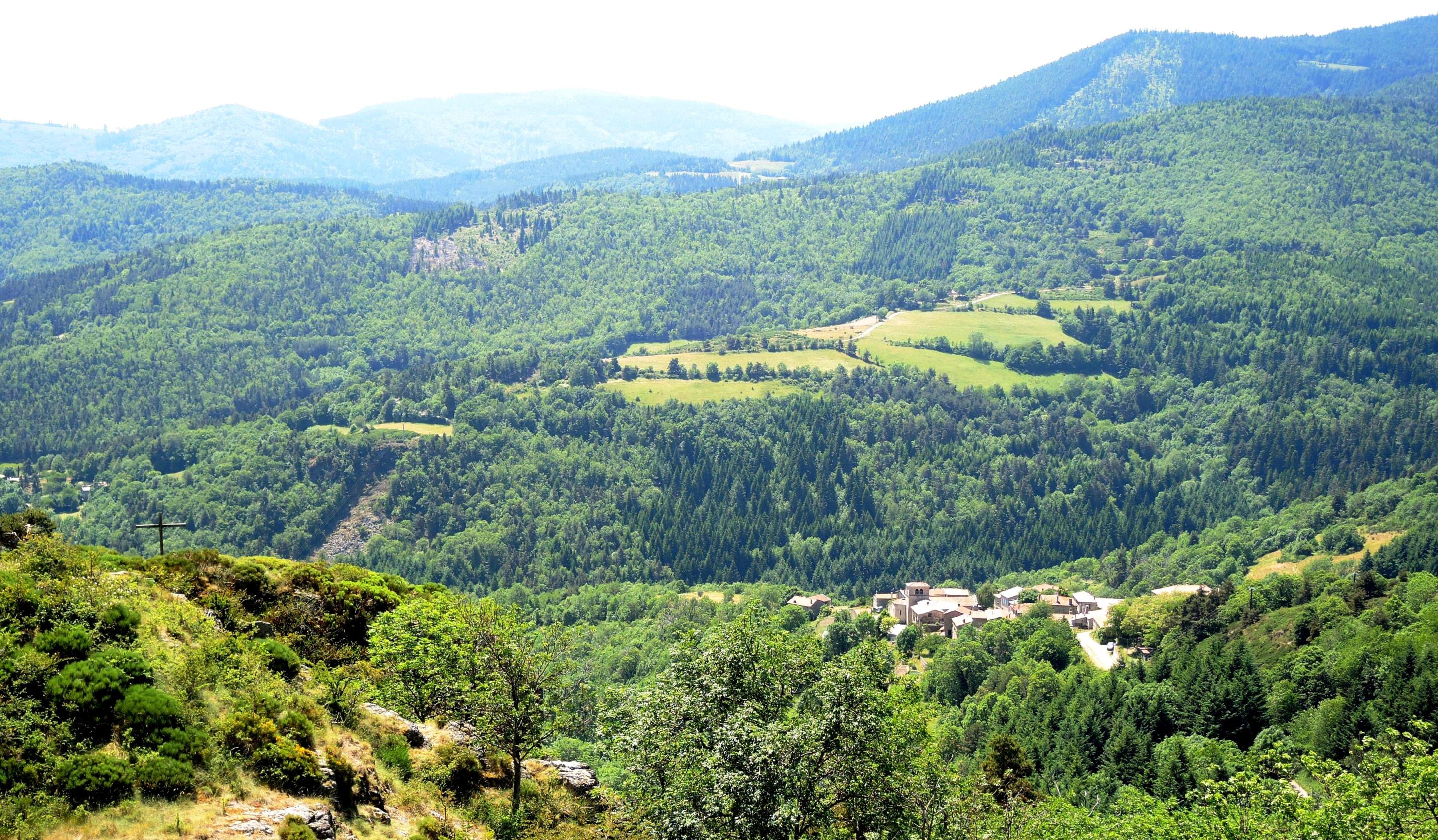
Un village à mi-pente, face aux reliefs boisés de l'Ardèche du Nord.

La commune compte un pierrier périglaciaire, nommé "Chirat blanc", à la limite avec la commune de Vocance[réf. souhaitée].

### Climat
Pour des articles plus généraux, voir Climat d'Auvergne-Rhône-Alpes et Climat de l'Ardèche.
En 2010, le climat de la commune est de type climat des marges montargnardes, selon une étude du CNRS s'appuyant sur une série de données couvrant la période 1971-2000. En 2020, Météo-France publie une typologie des climats de la France métropolitaine dans laquelle la commune est exposée à un climat de montagne ou de marges de montagne et est dans la région climatique  Sud-est du Massif Central, caractérisée par une pluviométrie annuelle de 1 000 à 1 500 mm, minimale en été, maximale en automne. 
Pour la période 1971-2000, la température annuelle moyenne est de 9,6 °C, avec une amplitude thermique annuelle de 16,6 °C. Le cumul annuel moyen de précipitations est de 1 009 mm, avec 9,3 jours de précipitations en janvier et 6,4 jours en juillet. Pour la période 1991-2020, la température moyenne annuelle observée sur la station météorologique de Météo-France la plus proche, sur la commune de Lalouvesc à 5 km à vol d'oiseau, est de 8,3 °C et le cumul annuel moyen de précipitations est de 1 064,8 mm,. Pour l'avenir, les paramètres climatiques de la commune estimés pour 2050 selon différents scénarios d'émission de gaz à effet de serre sont consultables sur un site dédié publié par Météo-France en novembre 2022.

### Hydrographie
Le territoire communal héberge les sources du Nant, ruisseau qui rejoint le Malpertuis, sur la commune de Satillieu, donnant ainsi naissance à l'Ay.

## Urbanisme

### Typologie
Au 1er janvier 2024, Saint-Symphorien-de-Mahun est catégorisée commune rurale à habitat très dispersé, selon la nouvelle grille communale de densité à 7 niveaux définie par l'Insee en 2022.
Elle est située hors unité urbaine. Par ailleurs la commune fait partie de l'aire d'attraction d'Annonay, dont elle est une commune de la couronne,. Cette aire, qui regroupe 37 communes, est catégorisée dans les aires de 50 000 à moins de 200 000 habitants,.

### Occupation des sols
L'occupation des sols de la commune, telle qu'elle ressort de la base de données européenne d’occupation biophysique des sols Corine Land Cover (CLC), est marquée par l'importance des forêts et milieux semi-naturels (84,5 % en 2018), une proportion identique à celle de 1990 (84,5 %). La répartition détaillée en 2018 est la suivante : 
forêts (84,5 %), prairies (14,9 %), zones agricoles hétérogènes (0,6 %).
L'évolution de l’occupation des sols de la commune et de ses infrastructures peut être observée sur les différentes représentations cartographiques du territoire : la carte de Cassini (XVIIIe siècle), la carte d'état-major (1820-1866) et les cartes ou photos aériennes de l'IGN pour la période actuelle (1950 à aujourd'hui).

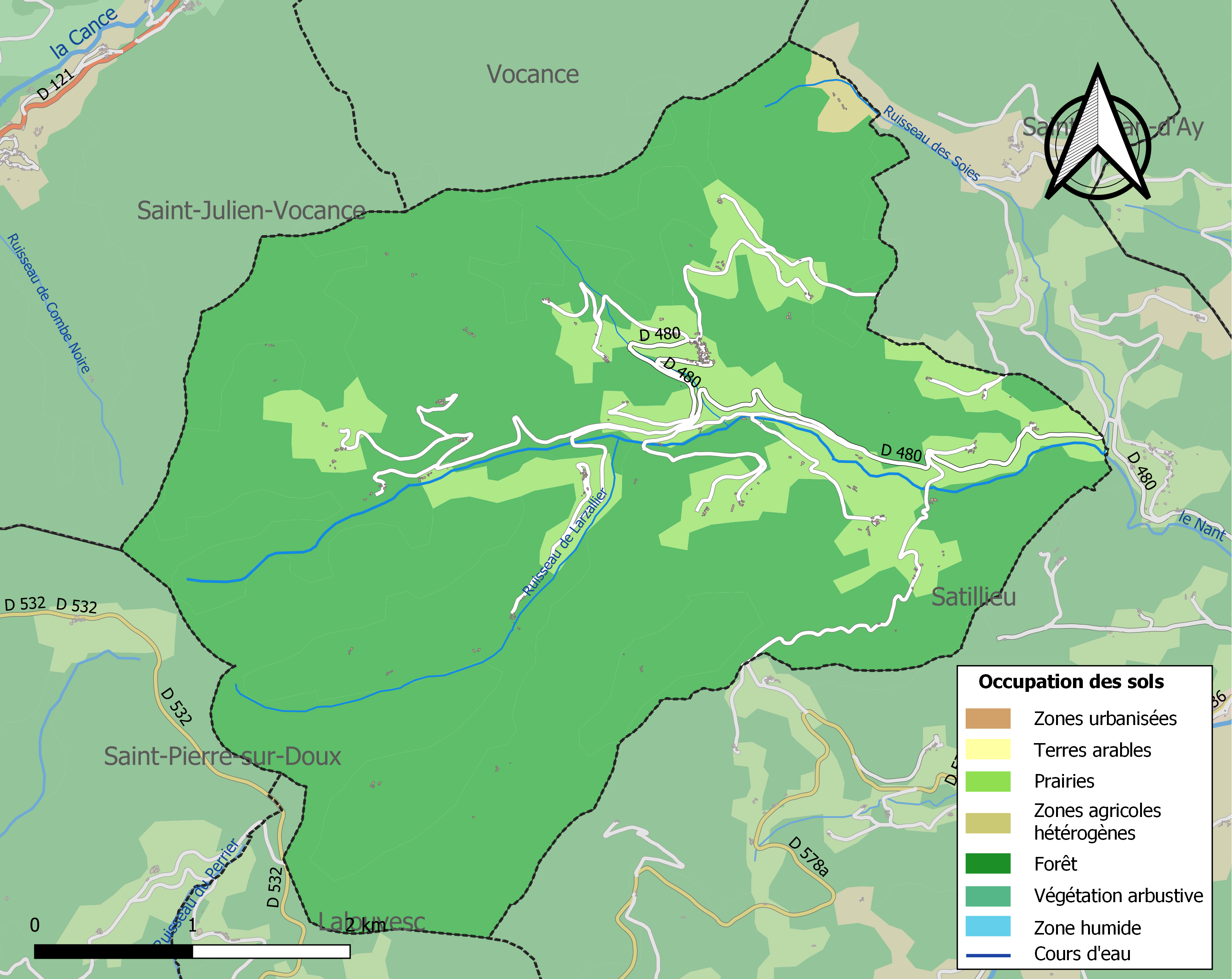
Carte des infrastructures et de l'occupation des sols de la commune en 2018 (CLC).

## Histoire

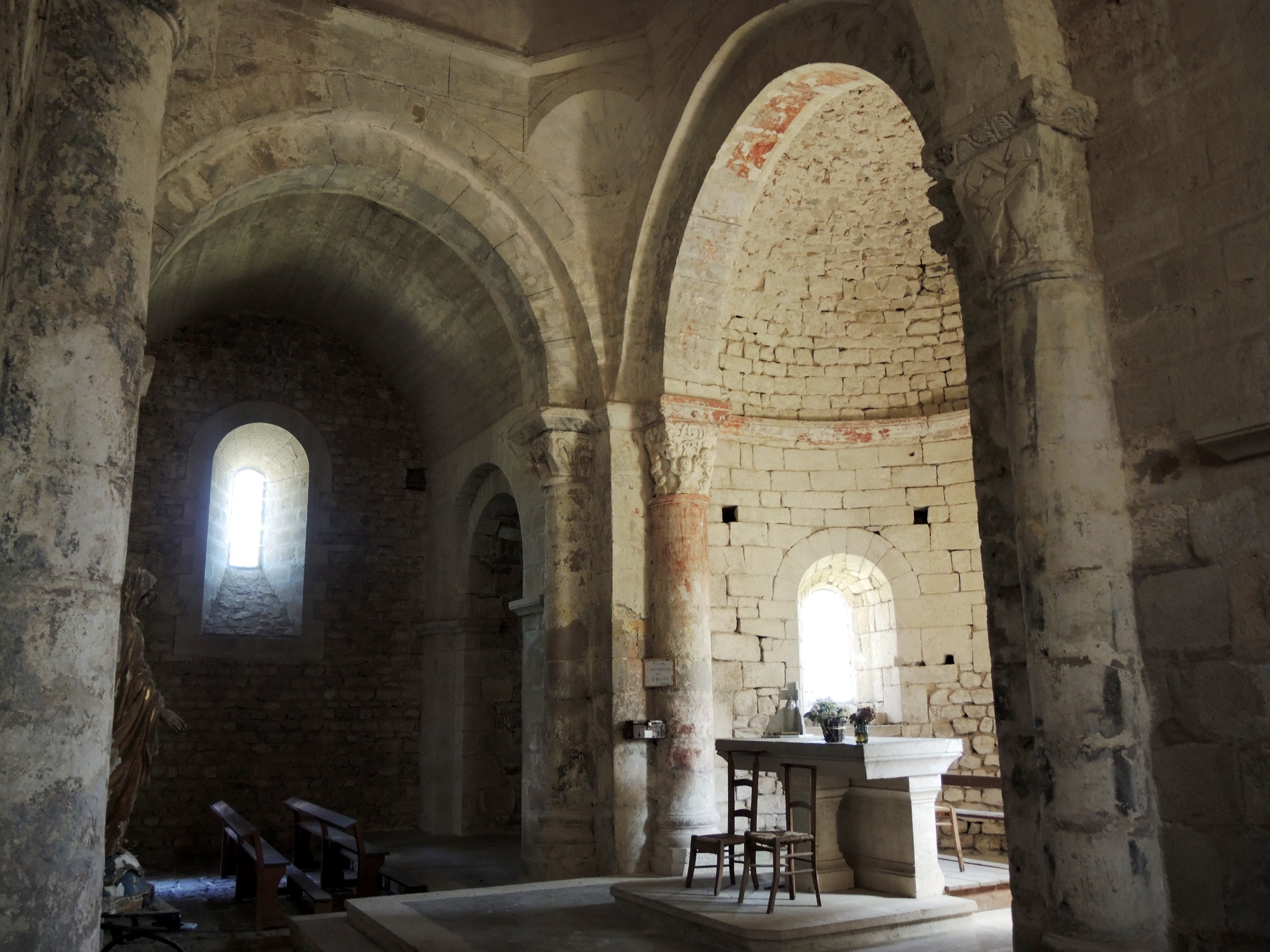
Un ancien prieuré au hameau de Veyrines.

L'étymologie montrerait que la région était peuplée au moins dès l'époque gauloise : le nom de Mahun (Maudunum en 1207) pourrait venir du radical celtique magos, qui signifie "marché, lieu de marché", et de dunos qui désigne une colline, puis une forteresse, souvent un oppidum ou ville fortifiée…

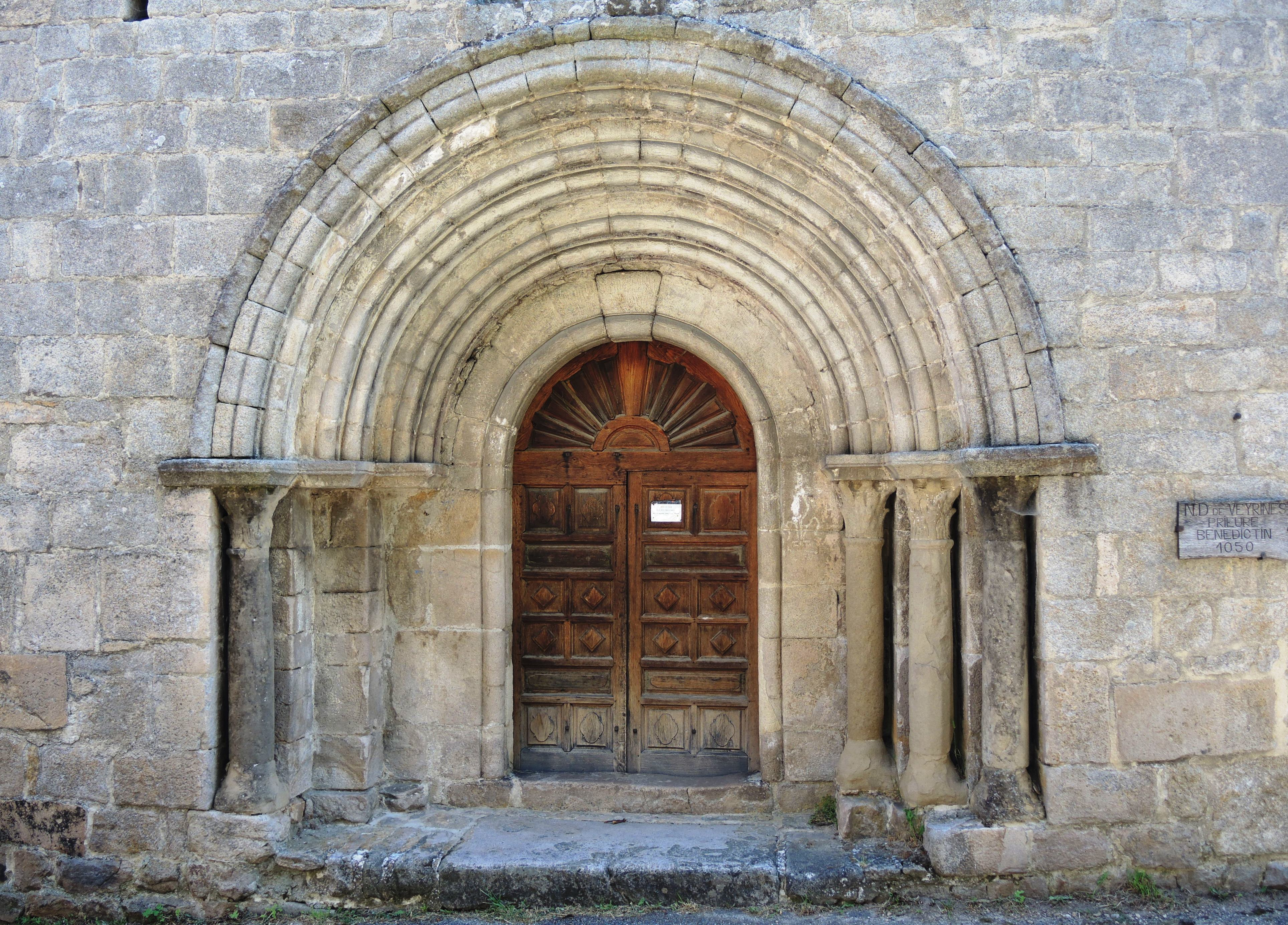
Une entrée ouvragée à l'église de Veyrines.

Saint Symphorien était un soldat romain martyr d’Autun mort vers 178.
Vers l'an 1000, Saint-Symphorien et son château était un fief important dans la région, aux mains de la riche famille des Pagan. Deux sites témoignent de ce passé glorieux: au nord-est du village, les ruines du château, détruit par des pillards en 1420. Plus bas dans la vallée, la très belle église romane de Veyrines, qui faisait partie d'un prieuré au XIIe siècle. L'église du village, bâtie sur le même modèle, est presque aussi ancienne. En 1594, chacune de ces deux églises était le centre d'une paroisse. Les cadastres de l'époque recensaient 313 propriétaires à Saint-Symphorien et 38 sur Veyrines, soit un total d'environ 700 habitants.
En 1793, Saint-Symphorien a eu le nom de Mahun libre. La commune a abrité à cette époque jusqu'à une vingtaine de prêtres. L'école privée a accueilli aussi, de 1800 à 1802, le petit séminaire clandestin organisé par Mgr d'Aviau. Ce séminaire clandestin donnera naissance par la suite à la congrégation de saint Basile dont le siège est aujourd'hui à Toronto au Canada.
L'expansion démographique du XIXe siècle a connu son maximum en 1861 avec 978 habitants. La population a ensuite décliné, avec aussi une cinquantaine de tués pendant la Première Guerre mondiale. Le dépeuplement s'est poursuivi au XXe siècle. Il semble s'être stabilisé dans les dernières décennies. Mais l'éloignement de la commune des centres urbains semble trop important pour attirer de nouvelles résidences principales.
Mais, même si son développement semble limité, le village et ses sites historiques restent des lieux pittoresques à découvrir. Ne serait-ce que par leur cadre somptueux en semi-altitude dans une nature verdoyante. Les randonneurs y font volontiers passage. Plusieurs gîtes accueillent au village ou dans les hameaux. Le café du village Lou Sanfourio fait restaurant sur réservation.

## Politique et administration

### Liste des maires
| Période                                  | Période                     | Identité         | Étiquette | Qualité    |
| ---------------------------------------- | --------------------------- | ---------------- | --------- | ---------- |
| Les données manquantes sont à compléter. |                             |                  |           |            |
| mars 2001                                | mars 2008                   | Philippe Duclaux |           |            |
| mars 2008                                | mars 2014                   | Frédérique Monod | DVG       |            |
| mars 2014                                | En cours (au 24 avril 2014) | Daniel Giraud    |           | Commerçant |

## Population et société

### Démographie
L'évolution du nombre d'habitants est connue à travers les recensements de la population effectués dans la commune depuis 1793. Pour les communes de moins de 10 000 habitants, une enquête de recensement portant sur toute la population est réalisée tous les cinq ans, les populations de référence des années intermédiaires étant quant à elles estimées par interpolation ou extrapolation. Pour la commune, le premier recensement exhaustif entrant dans le cadre du nouveau dispositif a été réalisé en 2006.

En 2022, la commune comptait 117 habitants, en évolution de −1,68 % par rapport à 2016 (Ardèche : +2,48 %, France hors Mayotte : +2,11 %).
| 1793  | 1800 | 1806 | 1821 | 1831 | 1836 | 1841 | 1846 | 1851 |
| ----- | ---- | ---- | ---- | ---- | ---- | ---- | ---- | ---- |
| 1 010 | 715  | 859  | 871  | 873  | 886  | 897  | 916  | 934  |

| 1856 | 1861 | 1866 | 1872 | 1876 | 1881 | 1886 | 1891 | 1896 |
| ---- | ---- | ---- | ---- | ---- | ---- | ---- | ---- | ---- |
| 959  | 978  | 933  | 893  | 903  | 902  | 920  | 916  | 919  |

| 1901 | 1906 | 1911 | 1921 | 1926 | 1931 | 1936 | 1946 | 1954 |
| ---- | ---- | ---- | ---- | ---- | ---- | ---- | ---- | ---- |
| 828  | 760  | 769  | 652  | 574  | 491  | 503  | 494  | 373  |

| 1962 | 1968 | 1975 | 1982 | 1990 | 1999 | 2006 | 2011 | 2016 |
| ---- | ---- | ---- | ---- | ---- | ---- | ---- | ---- | ---- |
| 308  | 254  | 197  | 174  | 150  | 131  | 133  | 138  | 119  |

| 2021 | 2022 | - | - | - | - | - | - | - |
| ---- | ---- | - | - | - | - | - | - | - |
| 118  | 117  | - | - | - | - | - | - | - |

En 1594, les cadastres recensaient 313 propriétaires à St-Symphorien et 38 sur Veyrines, soit un total d'environ 700 habitants. L'expansion démographique du XIXe siècle a connu son maximum en 1861 avec 978 habitants. La population a ensuite décliné, avec aussi une cinquantaine de tués pendant la 1re guerre mondiale. Le dépeuplement s'est poursuivi au XXe siècle. Il semble s'être stabilisé dans les dernières décennies. Mais l'éloignement de la commune des centres urbains semble trop important pour attirer de nouvelles résidences principales.

### Enseignement
La commune est rattachée à l'académie de Grenoble.

### Médias
La commune est située dans la zone de distribution de deux organes de la presse écrite :
- L'Hebdo de l'Ardèche

Il s'agit d'un journal hebdomadaire français basé à Valence et diffusé à Privas depuis 1999. Il couvre l'actualité de tout le département de l'Ardèche.
- Le Dauphiné libéré

Il s'agit d'un journal quotidien de la presse écrite française régionale distribué dans la plupart des départements de l'ancienne région Rhône-Alpes, notamment l'Ardèche. La commune est située dans la zone d'édition d'Annonay - Nord Ardèche.

### Cultes
La communauté catholique et l'église paroissiale de Saint-Symphorien-de-Mahun (propriété de la commune) sont rattachées à la paroisse Saint François Régis (Ay et Daronne), elle-même rattachée au diocèse de Viviers.

## Culture et patrimoine

### Lieux et monuments

#### L'ancien château de Mahun

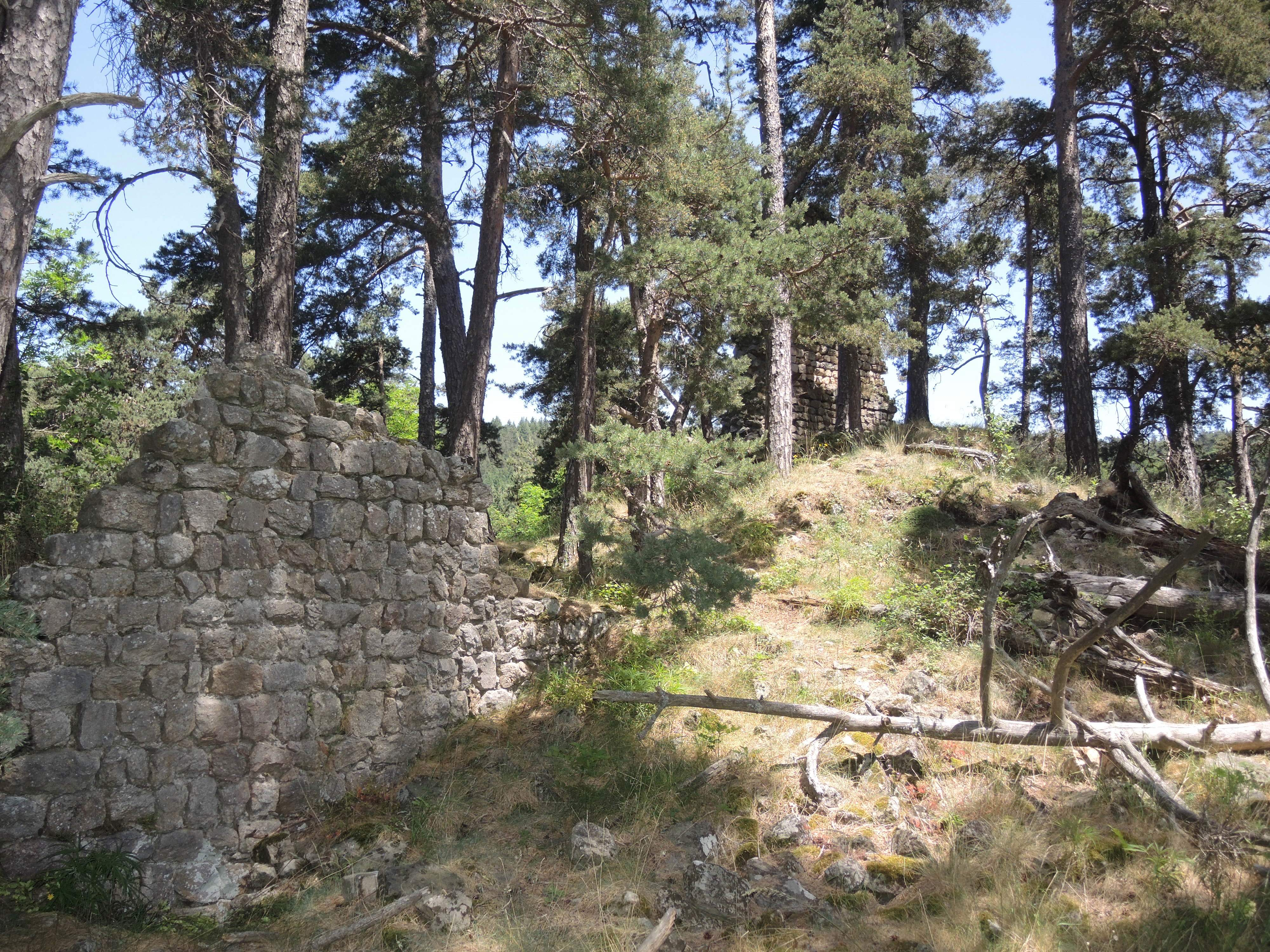
Quelques pans de murs sur une plate forme haut perché.

Il ne subsiste que quelques pans de murs du château de Mahun qui fut le centre de la seigneurie éponyme. Son site est remarquable, perché sur un promontoire rocheux au nord-est du village. On l'atteint facilement à partir des hameaux de Gonnet ou de Meunier. Le château semble avoir été édifié autour de l'an 1100. Pendant quelques siècles, les seigneurs de Mahun commandaient aussi toute la rive droite de la vallée de la Vocance. Ce fief a longtemps appartenu à la riche famille des Pagan, qui s'est cependant éteinte en 1362. Vers cette époque, déjà, les châteaux retirés étaient peu à peu délaissés au profit des habitats des vallées et des villes. Celui de Mahun fut pillé vers 1420 et abandonné en 1550. Mais son site colonisé par de grands pins a conservé de l'allure. 

#### L'église romane de Veyrines

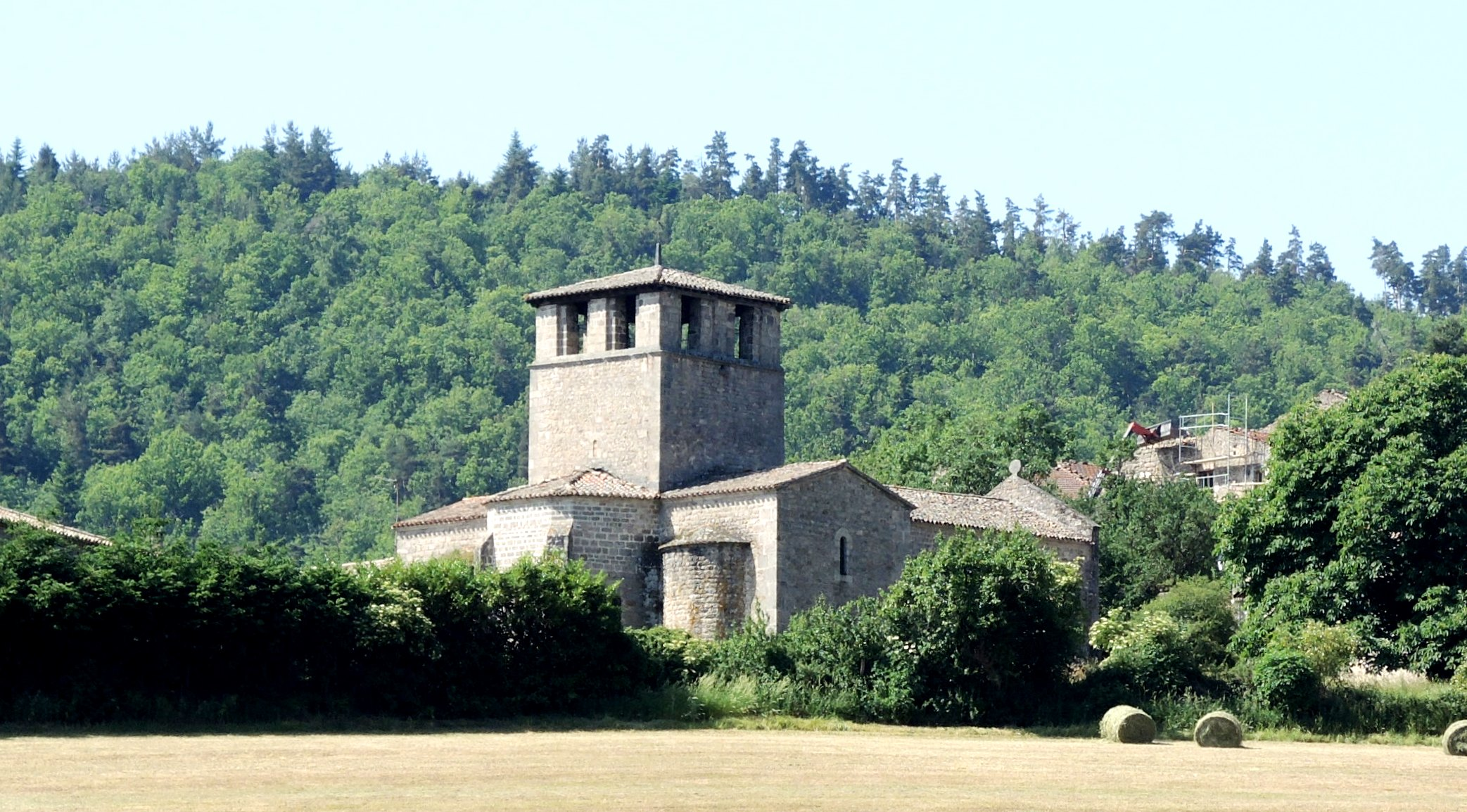
Une église du XIIe siècle dans un cadre tranquille.

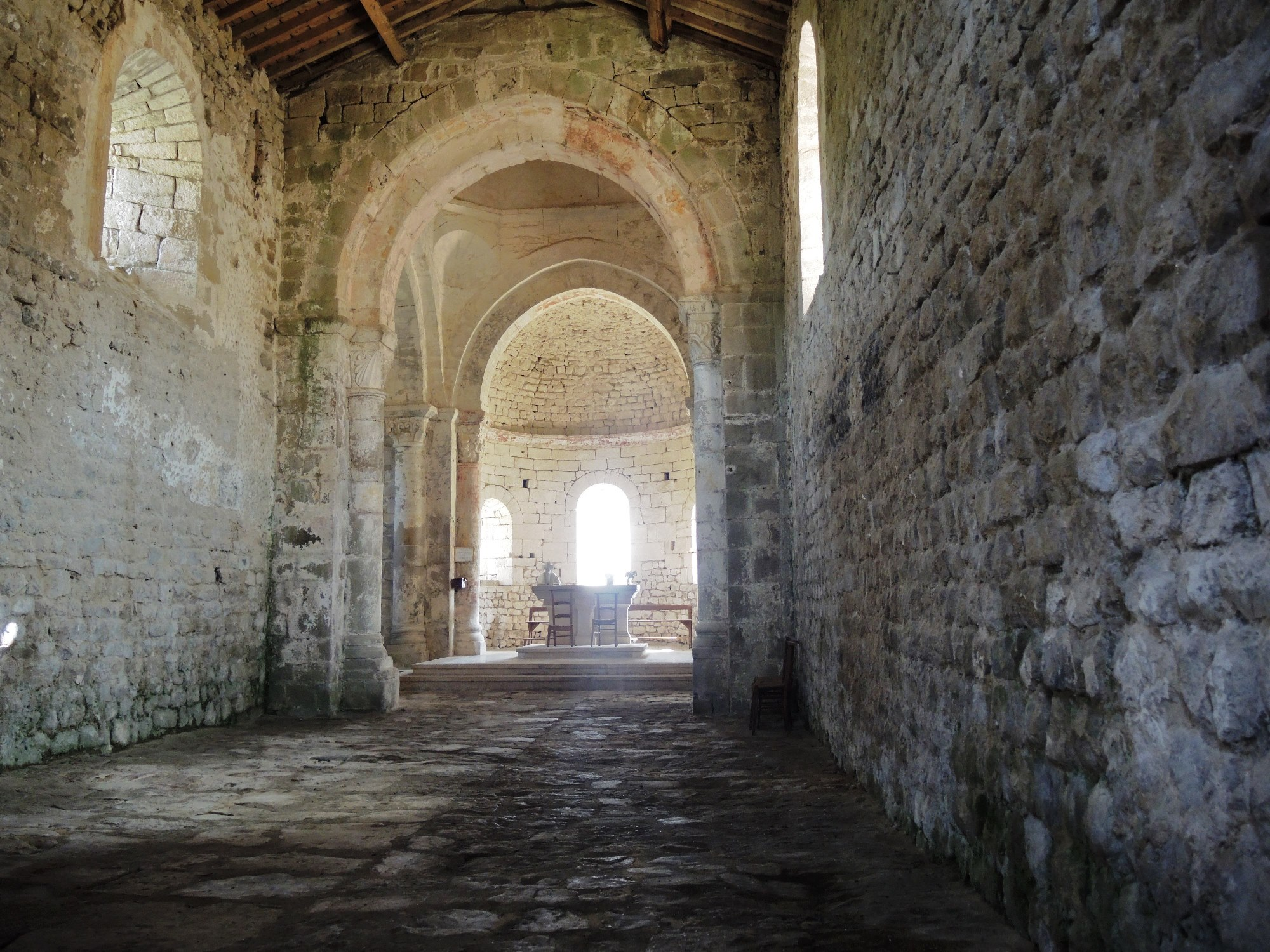
A Veyrines, une ambiance romane d'origine.

L'église de Veyrines est le seul bâtiment subsistant d'un prieuré bénédictin fondé au XIe siècle, avec l'aide de la famille des Pagan. On peut la remarquer d'assez loin sur un replat tranquille au-dessus de la vallée du Nant. Sa construction a été assez solide pour en préserver l'essentiel jusqu'à aujourd'hui. Sa porte d'entrée est surmontée d'une large arcade sur colonnettes. La longue nef, sobre, a conservé son toit charpenté. Une abside semi-circulaire et deux absidioles complètent son plan en croix. La voûte du transept central repose sur huit colonnes dont les chapiteaux sont sculptés. Au-dessus, le clocher-tour, qui est un peu plus tardif, est accessible par un étroit et escarpé escalier intérieur. 

#### Un village pittoresque

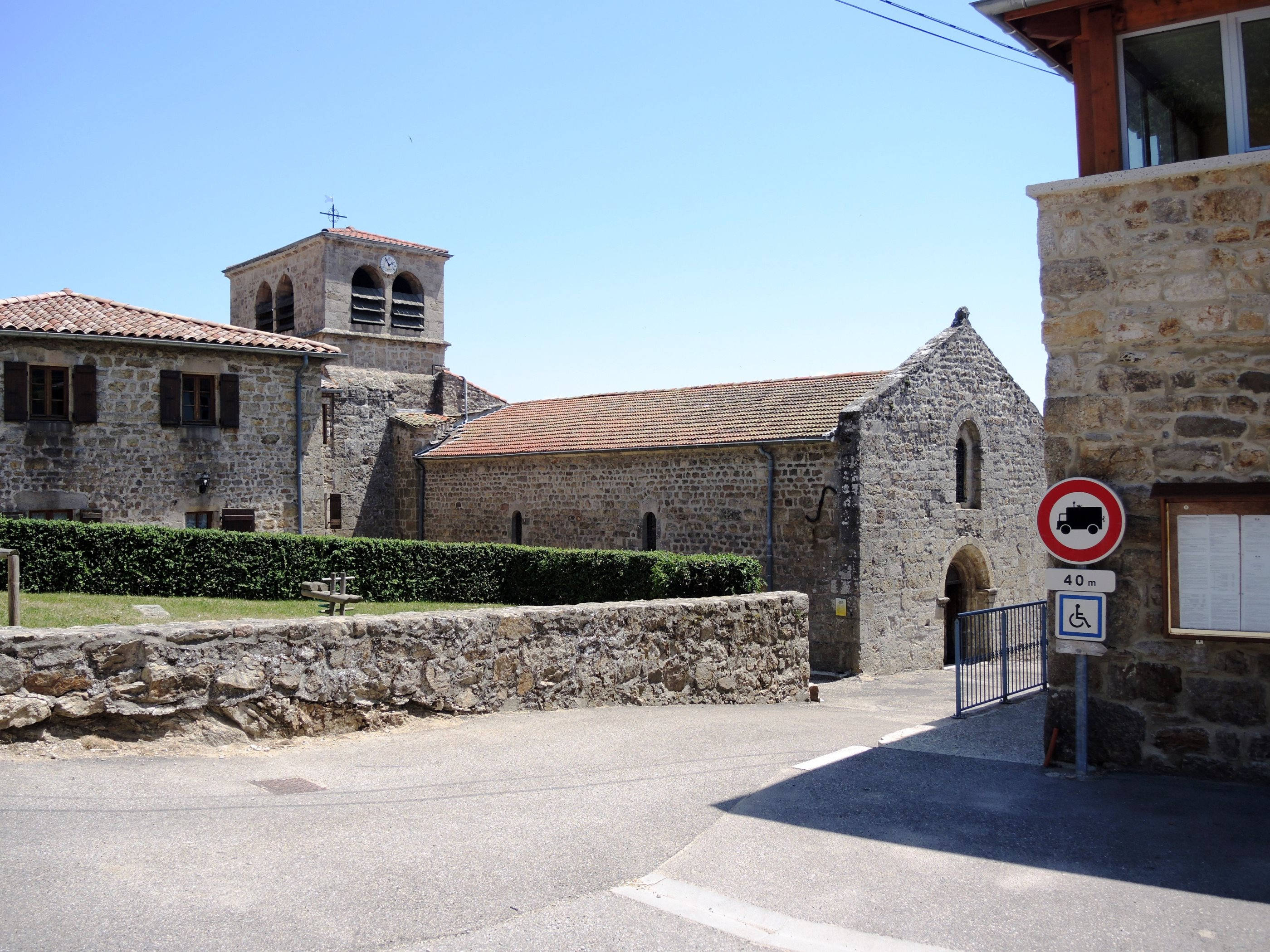
L'église du village.

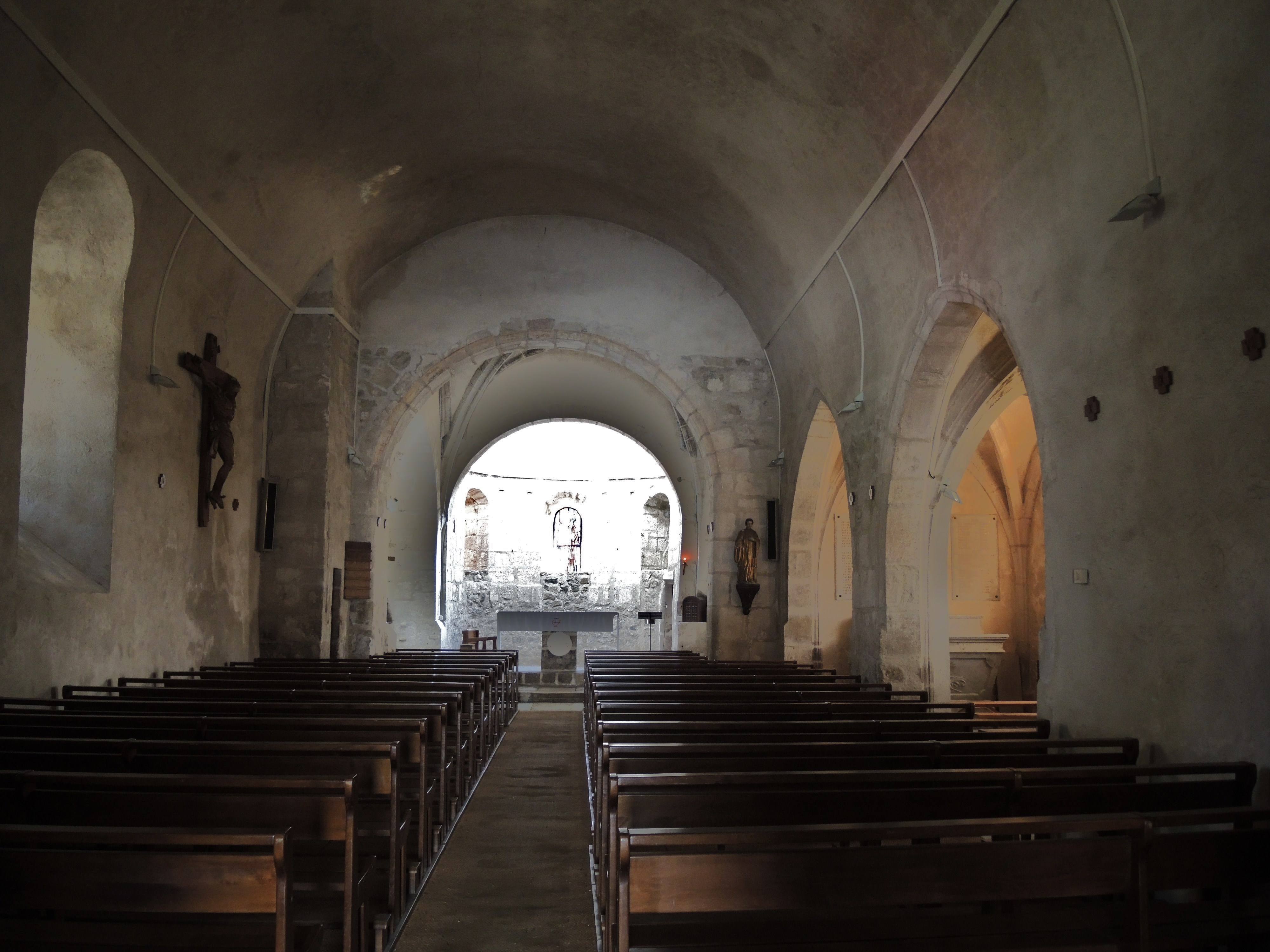
Au village, un intérieur de style roman plus ou moins modifié.

Le village vaut déjà par sa situation en hauteur, à mi pente en fond de vallée et exposé au sud. La vue y est largement ouverte sur les reliefs forestiers de l'Ardèche Verte. Les maisons du village, bâties en pierres solides, ont été restaurées avec soin par leurs occupants. Le café du village "Lou Sanfourio" offre une terrasse ombragée face à l'église. Une exposition de peinture est ouverte les après-midis d'été dans ce qui était l'ancien lavoir.
L'église Saint-Symphorien ressemble beaucoup à celle de Veyrines et est presque aussi ancienne. Elle date pour l'essentiel du XIIIe siècle, avec le rajout, au XIVe siècle, d'une voûte en ogives sur le transept et d'une chapelle gothique à droite de la nef. Sa porte d'entrée, installée en 1711, garde les traces d'effraction des Inventaires du début du XXe siècle. Elle et celle de Veyrines font partie de la paroisse Saint-François Régis (Ay-Daronne).
Deux croix de chemins sont répertoriées parmi les monuments historiques depuis 1932 : la "croix de Saint-Symphorien-de-Mahun" et celle de Veyrines.

### L'oppidum du Chirat blanc

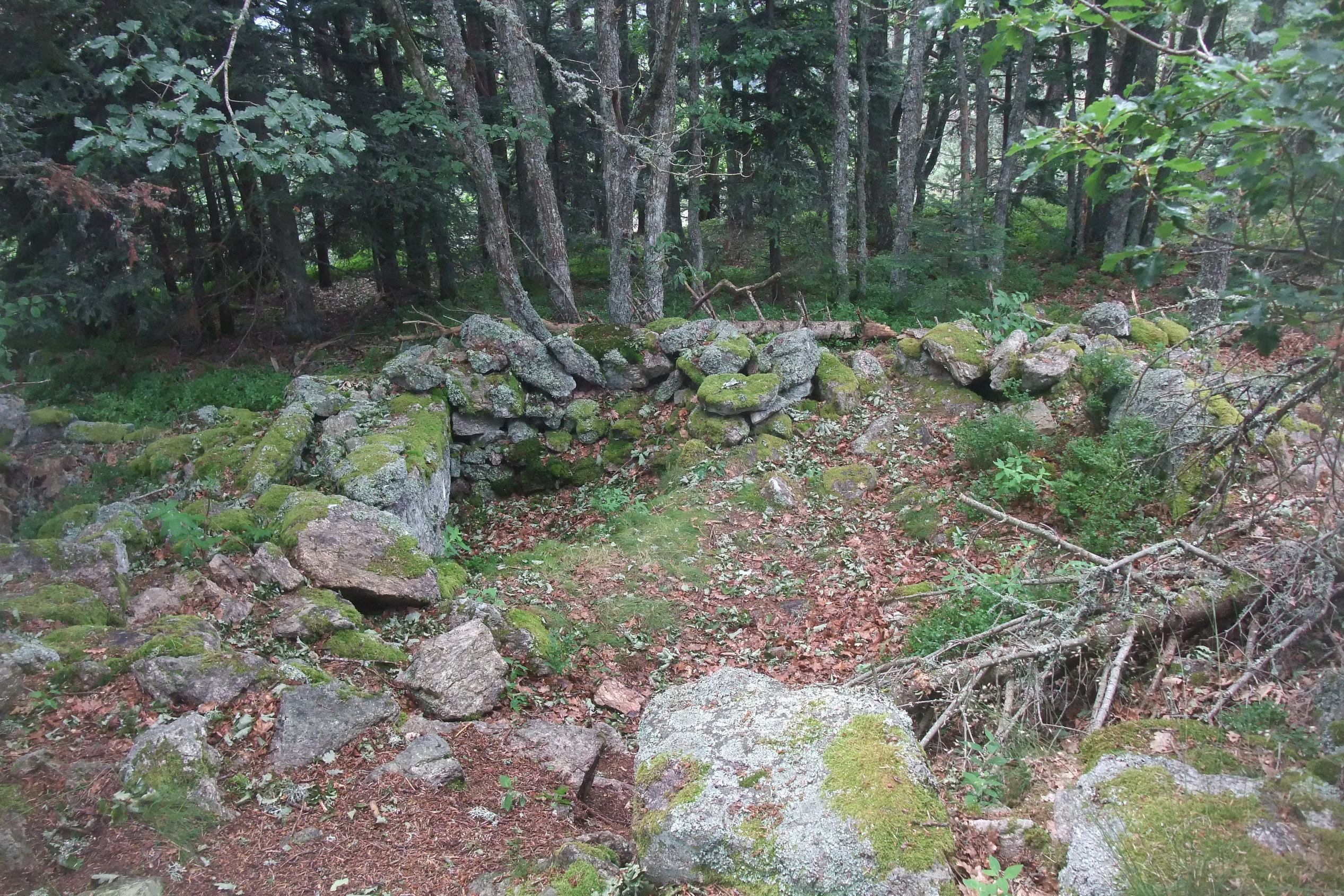
Des fonds de cabane d'époque gauloise.

Le Chirat blanc (ou suc du Barry) est un des sommets qui occupe la crête, au nord de la commune, entre Saint-Symphorien de Mahun et la vallée de la Vocance. Le chirat (l'éboulis) qui descend de son sommet se remarque assez facilement de loin, depuis la vallée. Mais l'originalité de ce sommet est surtout d'avoir été entouré d'une double enceinte de murs en pierres sèches, sans doute à l'époque gauloise. On y trouve aussi d'anciens emplacements de cabanes creusés dans le sol. Malgré tout, les diverses fouilles n'ont pas trouvé de vestiges domestiques. Son occupation a donc sans doute été très courte, pendant un danger momentané. Il a pu alors abriter quelques centaines de personnes.

### Personnalités liées à la commune
- Certains rapprochent le nom des Pagan à celui de Hugues de Payens, fondateur de l'ordre des Templiers au XIIe siècle. Il serait alors né au château de Mahun le 9 février 1070. Son père, né à Langogne, était surnommé le "Maure de la Gardille" (son blason représentait trois têtes de Maures sur fond de sable). Hugues fut conseiller de Baudouin II de Jérusalem. Avec huit compagnons d'arme, il fonda la Milice des Pauvres Chevaliers du Christ qui deviendra par la suite l'Ordre du Temple. Mais aucun document écrit n'atteste réellement sa parenté avec la famille des Pagan. (Abbé Hillaire, Monographie de Satillieu, page 41-42). Un livre écrit en 2020 par Pierre Gaugier, reprend cette théorie, son titre : Hugues Pagan, fondateur provençal de l'Ordre du Temple, editions-odes[24]  (ISBN 978-2957853106)
- Charles François d'Aviau du Bois de Sanzay (1736 - 1826), archevêque de Vienne et fondateur, durant la Révolution, d'un séminaire clandestin caché un temps dans la commune.

#### Une peintre au village

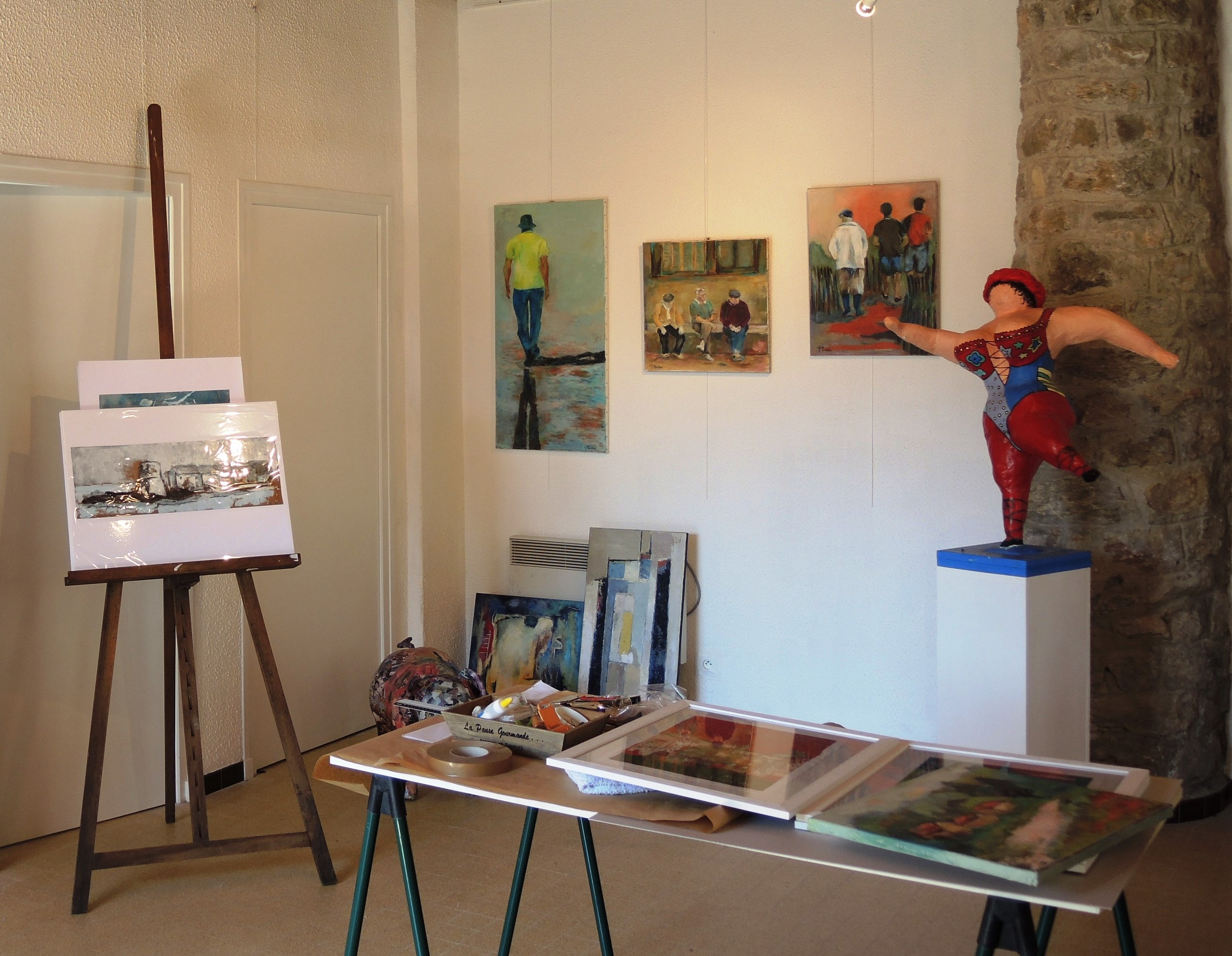
L'exposition est ouverte en été.

Pendant les mois d'été, on peut profiter au village de l'exposition de peinture de Geneviève Ponchon. On trouvera son local au-dessus de l'église. Il s'agit de l'ancien lavoir, dont on a refermé les ouvertures. Il avait ensuite servi de mairie. Geneviève Ponchon habite tout à côté, dans une maison qu'elle a peu à peu joliment restaurée avec son mari. Mais ils passent encore une partie de l'année à Lyon. Dans son exposition à entrée libre, on trouvera divers styles de toiles: acrylique ou huile, personnages ou paysages, figuratif, stylisé ou carrément abstrait. L'ensemble fait belle impression, avec en plus l'accueil aimable d'une artiste qui apprécie la vie et la campagne.

### Héraldique
|  | Saint-Symphorien-de-Mahun possède des armoiries dont l'origine et le blasonnement exact ne sont pas disponibles. |